# 등쪽신경다발
등쪽신경다발(dorsal nerve cord) 또는 배신경삭은 척삭동물, 주로 척추동물 아문 (분류학)(subphylum)과 두삭동물뿐만 아니라 일부 반삭동물에서도 발견되는 해부학적 특징이다. 이는 모든 척삭에 고유한 5가지 배아 특징 중 하나이며, 나머지 4개는 척색, 항문 후 꼬리, 내강 (해부학)(endostyle) 및 인두틈새(pharyngeal slit)이다.

## 같이 보기
- 신경다발(신경삭)
- 배쪽신경다발(복신경삭)